# Krahulov (tvrz)
Tvrz v Krahulově byla tvrz v Krahulově, byla umístěna okraji vesnice jihozápadně od kostela. Na bývalém tvrzišti jsou postaveny rodinné domy, jádro tvrze je přeměněno na taneční parket. Tvrz je evidována jako kulturní památka České republiky.

## Popis
Tvrz měla mít průměr okolo 28 metrů, umístěna byla na kopci nad ostrým svahem nad údolím. Kolem tvrziště byl vykopán 4 metry hluboký příkop o šířce kolem 11-14 metrů. Na přístupové cestě od kostela byl umístěn vysoký val.

## Historie
Tvrz byla postavena asi kolem poloviny 13. století. Poprvé byla písemně zmíněna v roce 1365, jako majetek rodu Pernštejnů. Kolem roku 1499 byla opuštěna, protože Krahulov přešel pod majetek pánu z Jakubova a tvrz tak nemusela sloužit jako sídlo rodu. V šedesátých letech 20. století bylo tvrziště upraveno jako taneční parket.